# 1870
1870 (MDCCCLXX) je bilo navadno leto, ki se je po gregorijanskem koledarju začelo na soboto, po 12 dni počasnejšem julijanskem koledarju pa na četrtek.

## Dogodki
- 1. januar
- 20. september - Konec Papeške države: z vkorakanjem v Rim se konča združevanje Italije

## Rojstva
- 5. marec - Rosa Luxemburg, marksistična politična teoretičarka, socialistična filozofinja in revolucionarka († 1919)
- 10. marec - Eugène Michel Antoniadi, grški astronom turškega rodu († 1944)
- 22. april - Vladimir Iljič Uljanov-Lenin, ruski revolucionar († 1924)
- 30. april - Franz Lehár, avstrijski skladatelj († 1948)
- 19. maj - Kitaro Nišida, japonski filozof († 1945)
- 31. avgust - Maria Montessori, italijanska pedagoginja († 1952)
- 6. september - Frederick George Donnan, britanski kemik († 1956)
- 20. september - Matej Sternen, slovenski slikar in restavrator († 1949)
- 4. oktober - Hisaši Kimura, japonski astronom, geodet († 1943)
- 18. oktober - Daisecu Teitaro Suzuki, japonski budistični filozof († 1966)
- 22. oktober - Ivan Aleksejevič Bunin, ruski pisatelj, nobelovec 1933 († 1953)
- 6. december - Nikolaj Onufrijevič Losski, ruski filozof in teolog († 1965)
- - Ahmet Hikmet, turški pisatelj, časnikar in diplomat († 1927)

## Smrti
- 21. januar - Aleksander Ivanovič Gercen, ruski socialistični revolucionar, publicist in filozof (* 1812)
- 12. oktober - Robert Edward Lee, ameriški konfederacijski general (* 1807)
- 9. junij - Charles Dickens, angleški pisatelj (* 1812)
- 5. december - Alexandre Dumas, francoski pisatelj (* 1802)